# Karsmossen
Karsmossen är ett naturreservat i Gullspångs och Mariestads kommuner i Västergötland.
Naturreservatet ligger några kilometer öster om Vänern på gränsen mellan Gullspångs och Mariestads kommuner. Det är skyddat sedan år 2010 och omfattar 714 hektar. 2016 inrättades Karsmossen utvidgning om 3 hektar i direkt anslutning 

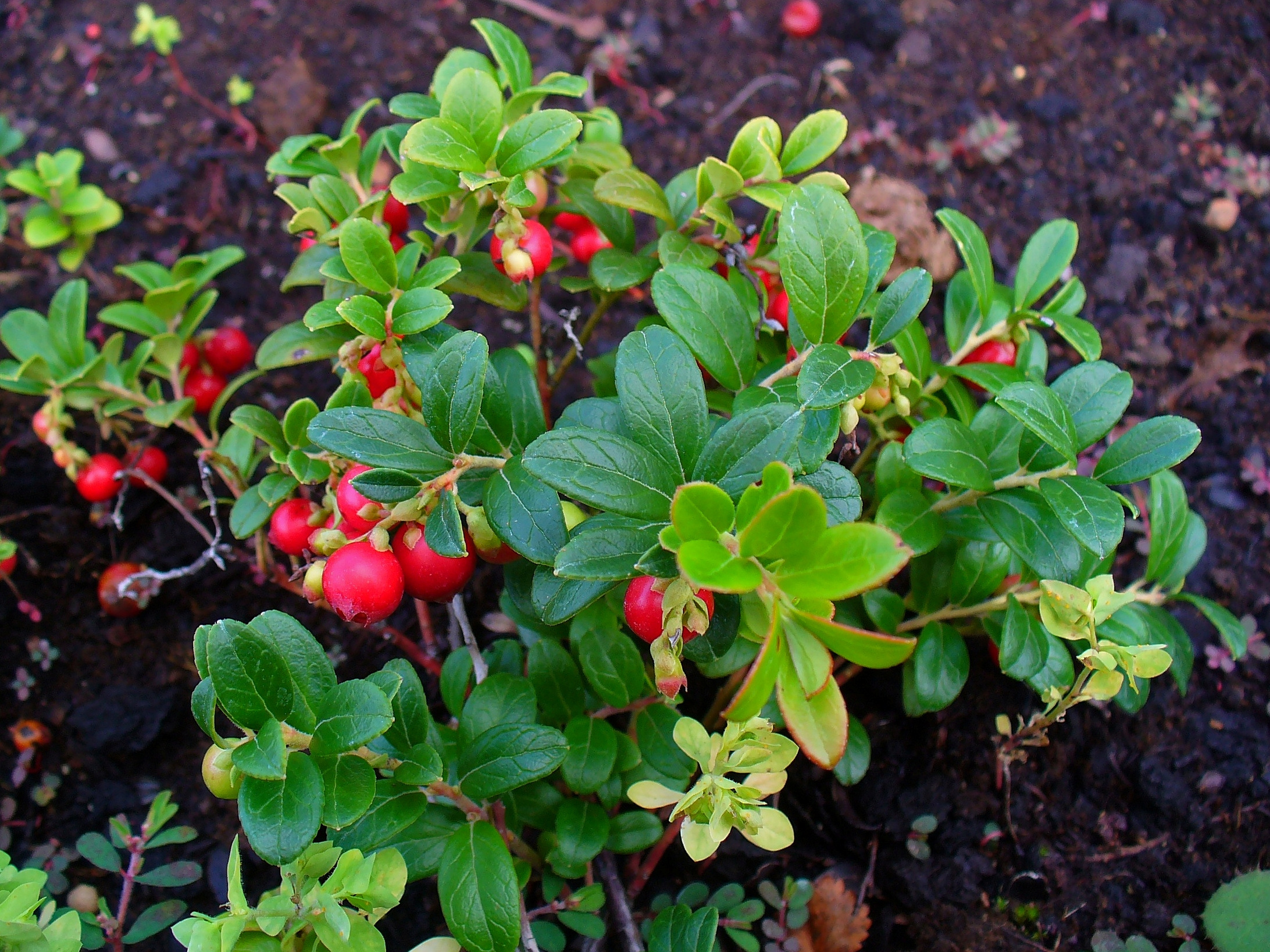
Lingon

Karsmossen är ett stort skogs- och myrområde. Där finns kärr, mossor och fastmarksholmar. I den norra delen finns en större fastmarksö, ca 10 ha, kallad Store ö. I den västra delen av reservatet finns nära  200 hektar barrskog omväxlande med sumpskogar. Området med skog är delvis blockig och lite kuperad. Åldern på skogen är cirka 90 till 100 år men det finns även ett stort antal träd över 120 år. Död ved av både tall, gran och björk förekommer relativt rikligt, främst i form av lågor i olika nedbrytningsstadier. På två stycken granlågor har den rödlistade vedsvampen ullticka hittats. Andra vedsvampar förekommer allmänt på lågor och högstubbar. Markvegetationen domineras av blåbär med inslag av lingon och smalbladigt gräs. Fågellivet är rikt och där finns hackspettar och tjäder. Där växer kattfotslav och många andra arter.
Området ingår i det europeiska nätverket för bevarande av biologisk mångfald, Natura 2000.